# Kolelač
Der Kolelač ist ein rechter Nebenfluss der Olšava in Tschechien.

## Geographie
Der Kolelač entspringt an der Kuppe Jahodisko am nordwestlichen Fuße der Klemůvka (643 m) in den Weißen Karpaten. Seine Quelle liegt südwestlich von Šanov bei der Ansiedlung Podsedky. Der Lauf des Baches führt zunächst durch Hostětín nach Nordwesten bis Kolelač, wo er seine Richtung ändert und dem Tal eines namenlosen Zuflusses folgend, sich nach Südwesten wendet. Auf diesem Abschnitt wird der Kolelač im Stausee Kolelač gestaut. In Bojkovice mündet der Kolelač schließlich in die Olšava.
Der Kolelač hat eine Länge von 7,3 km, sein Einzugsgebiet beträgt 17,1 km².
Auf dem Abschnitt zwischen der Pitíner Kehre und dem Bahnhof Hostětín führt die Wlarabahn linksseitig über dem Tal des Kolelač entlang.

## Zuflüsse
- Blyštice (r), oberhalb des Stausees Kolelač
- Vasilsko (r), im Stausee Kolelač